# Carlucet
Carlucet település Franciaországban, Lot megyében. Lakosainak száma 224 fő (2022. január 1.). Carlucet Le Bastit, Calès, Couzou, Ginouillac, Montfaucon, Saint-Projet és Séniergues községekkel határos.

## Népesség
A település népességének változása:
| Lakosok száma | 171  | 148  | 168  | 220  | 226  | 223  | 220  | 223  | 224  | 224  |
|               | 1968 | 1982 | 1990 | 2006 | 2013 | 2015 | 2017 | 2019 | 2020 | 2022 |